# ائتلاف مستضعفین و محرومین
ائتلاف مستضعفین و محرومین ائتلاف سیاسی سه گروه اسلام‌گرای چپ ایرانی حاضر در انتخابات مجلس شورای اسلامی (۱۳۶۷) بود. انجمن اسلامی معلمان ایران، خانه کارگر و دفتر تحکیم وحدت اعضای این ائتلاف بودند.
فهرست این ائتلاف برای حوزه انتخابیه تهران دارای ۲۵ نامزد مشترک (از ۳۰ تا) با فهرست مجمع روحانیون مبارز و ۹ نامزد مشترک با فهرست جامعه روحانیت مبارز بود.
پس از انتخابات آن‌ها با مجمع روحانیون مبارز متحد شدند و بزرگ‌ترین فراکسیون را در مجلس آن دوره شکل دادند.

## ایدئولوژی
این ائتلاف ادعای طرفداری از اسلام‌گرایی، برابری اجتماعی، ساده‌زیستی، فن‌سالاری و مساوات‌خواهی را داشت.